# Ichneumon violaceipennis
Ichneumon violaceipennis là một loài tò vò trong họ Ichneumonidae.